# Nicolás Franco
Nicolás Franco Bahamonde (ur. 1 lipca 1891, zm. 15 kwietnia 1977 w Madrycie) – hiszpański generał i inżynier, brat generała i polityka Francisco Franco Bahamonde i lotnika Ramóna Franco Bahamonde.
W 1937 sprawował urząd ambasadora w Rzymie, a w latach 1938–1957 – w Lizbonie. Później poświęcił się działalności gospodarczej.